# Johann Peter Hüsecken
Johann Peter Hüsecken (* 11. April 1768 in Limburg a. d. Lenne; † 30. Juli 1840 ebenda) war Besitzer einer Drahtrolle, Fabrikant und gilt als Erfinder des Kaltwalzens.

## Leben

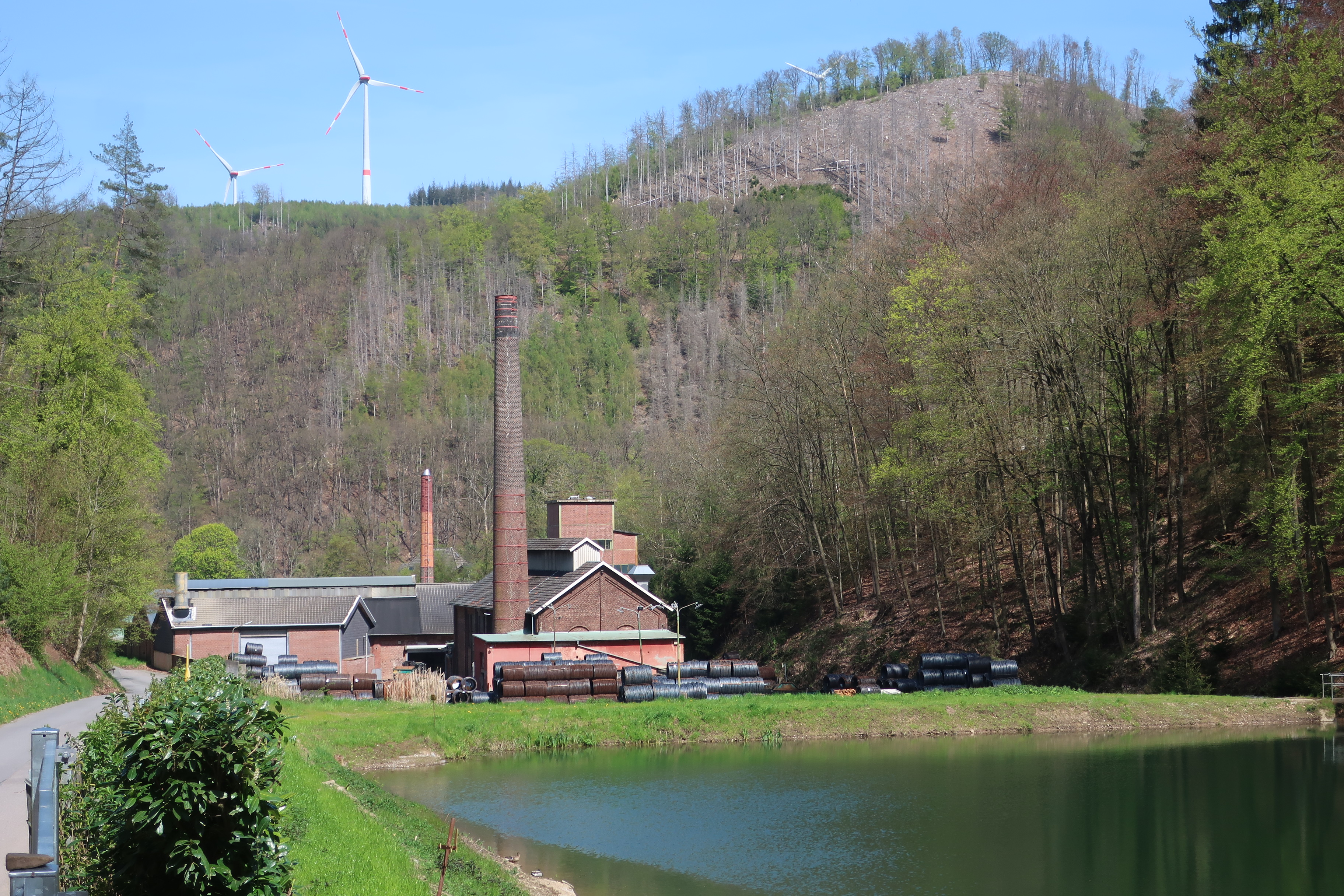
Historisches Werk J. P. Hüsecken, im Hohenlimburger Nimmertal

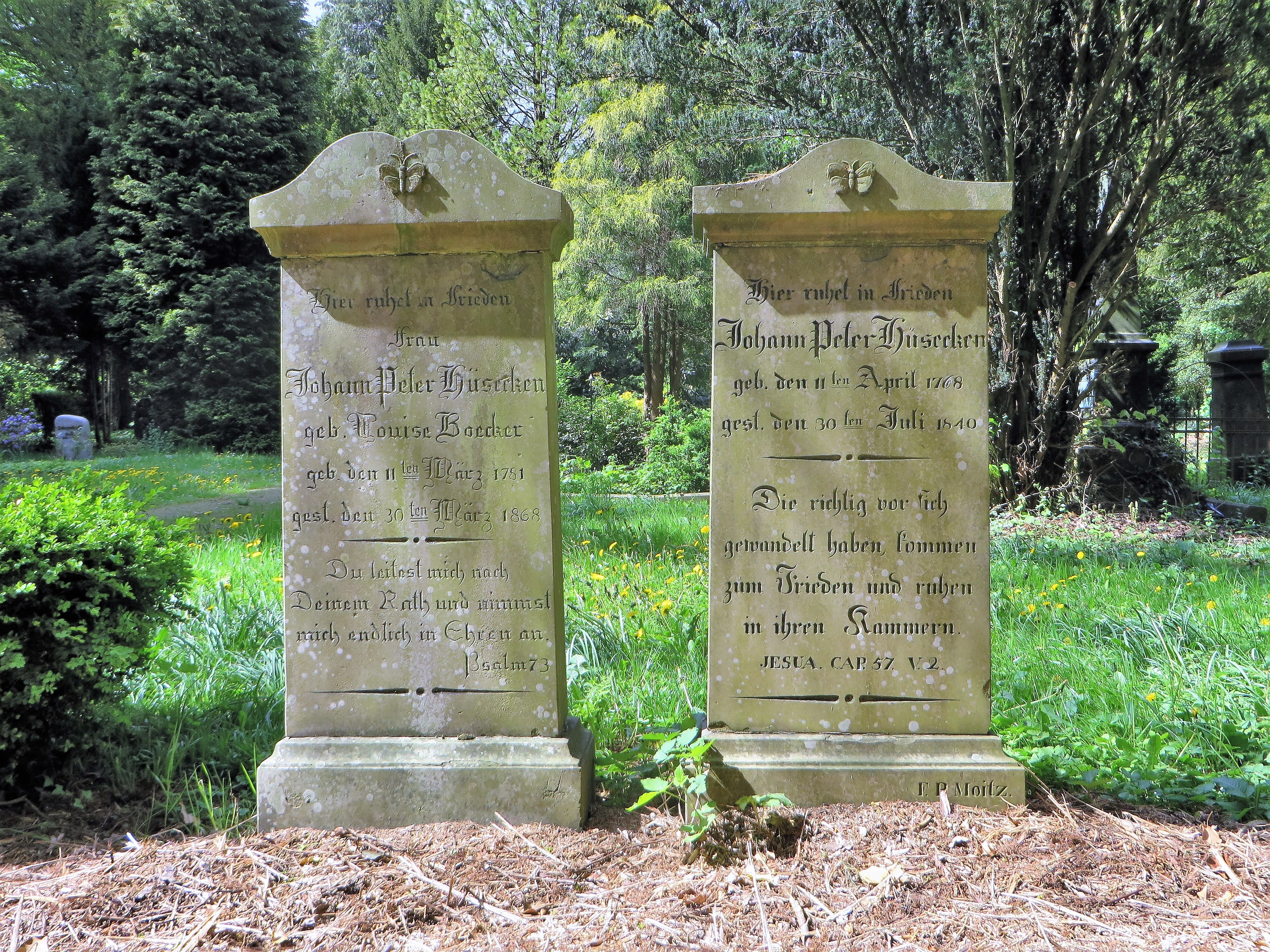
Grabsteine der Eheleute Hüsecken auf dem Boeckwaag-Friedhof

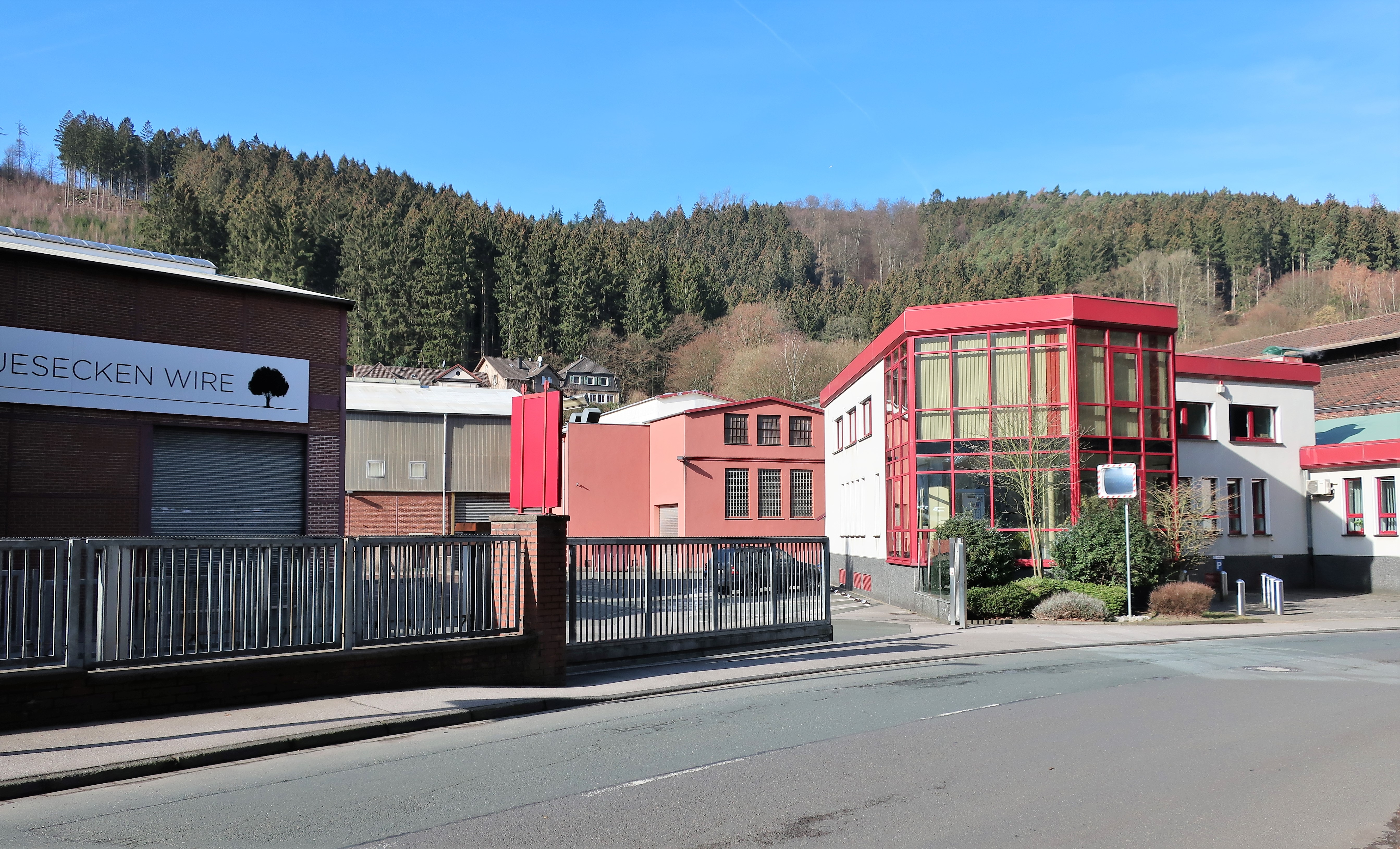
Kaltwalzwerk Huesecken Wire GmbH, Hohenlimburg-Obernahmer

Als Johann Peter Hüsecken 1768 im Limburger Nahmertal geboren wurde, betrieben dort sein Vater und Großvater seit dem 17. Jahrhundert bereits eine Drahtrolle. Nach seiner Lehrzeit und Arbeit in der väterlichen Rolle gründete Johann Peter 1810 in einem Seitental, an der Stelle eines ehemaligen Osemundhammers, eine größere Drahtfabrik mit Wasserkraft der Nimmer, einem Nebenfluss des Nahmerbachs. 
Die einst blühende Drahtzieherei war aber in dieser Zeit im Niedergang. Die überwiegend Kratzendraht produzierende Industrie Limburgs und der Mark kamen wegen der besseren englischen Importe fast gänzlich zum Erliegen. Deshalb hielten schon früh die Limburger Reidemeister über die Landesgrenzen Ausschau nach neuen Fertigungsmethoden und Absatzmärkten. 
Friedrich Krupp, der Gründer der Krupp-Werke, stand von Anbeginn seiner Arbeit mit den Limburger Reidemeistern in engen geschäftlichen Beziehungen. Er und später auch sein Sohn Alfred waren wiederholt zu Geschäftsbesuchen in Limburg. In unermüdlicher Arbeit begann Alfred Krupp, nach dem frühen Tod seines Vaters, an der Entwicklung von den benötigten Walzen für die Drahtindustrie zu arbeiten. Viel Mühe und mancher Misserfolg war ihm beschieden, bis er im April 1830 seinen Kunden mitteilen konnte, dass nunmehr gehärtete und geschliffene Tiegelstahlwalzen, ausgesprochene Kaltwalzen, von ihm geliefert werden konnten. Damit kam er den Limburger Drahtfabrikanten, die diese gehärteten und geschliffenen Stahlwalzen für die Herstellung von Weberieten benötigten, entgegen. Mit ihnen konnte Stahldraht zu sehr flachen Streifen, den sogenannten Bandstahl, ausgewalzt werden, ohne sich durch die starke Belastung schnell abzunutzen. Johann Peter Hüsecken war der Erste, der diese „neue Sache“ aufgriff. Bereits am 26. August 1830 lieferte Alfred Krupp das erste Paar Stahlwalzen an ihn aus. In seinem Begleitschreiben benennt Krupp die Schwierigkeiten mit der Herstellung, beschreibt die Ware und bittet um 55 Taler, 5 Silbergroschen Bezahlung. Voller Stolz sagt er, den Mut und Überzeugung zum Ziel gebracht hatten: „Ich garantiere jede Walze, wenn ich sie selbst bearbeitet und gehärtet habe.“
Mit diesen Kaltwalzen begann bei J. P. Hüsecken nun zum ersten Male die Verformung von vorgezogenem Draht auf dem Wege des Kaltwalzens. Die Walzen, die nur spannenlang und ca. 100 mm Durchmesser hatten, wurden von dem Wasser des Nimmerbachs angetrieben. Auf der Wasserwelle war ein großes Zahnrad angebracht, das ein kleineres darüberliegendes Zahnrad antrieb, welches mit der unteren Walze verbunden war. Die Kraftübertragung zur oberen Walze lag auf der gegenüberliegenden Seite. Jedenfalls kann dieses Eisen-Kaltwalzgerüst als das erste seiner Art auf deutschem Boden bezeichnet werden. Leider sind diese historische Walzen, die 1920 ausgebaut und bei der Firma J. P. Hüsecken aufbewahrt wurden, später durch Unberufene in den Schrott geworfen worden.
1832 erhielt der Rietefabrikant Philipp Boecker von Krupp ein weiteres Paar Walzen nach Limburg geliefert. Bei ihnen handelte es sich um ausgesprochene Rietwalzen. Ab 1833 baute Alfred Krupp nun auch die dazugehörigen Walzenständer; es hatte sich nämlich ergeben, dass die Walzen in dem von ihm gelieferten Walzgerüsten bei weitem leistungsfähiger waren. Mit Johann Peter Hüsecken und Philipp Boecker war der Grundstein der Eisen- und Stahl-Kaltwalzerei gelegt.
1837 bestellte die Firma J. P. Hüsecken bei Alfred Krupp eine Richtmaschine als auch eine geeignete Walzmaschine zum Fertigplätten des Rietdrahtes. Ein Jahr später schreibt Krupp: „eine complette Walzmaschine für 140 Taler mit Rollen von 4 ¾ Zoll Durchmesser und 1 ⅝ Zoll Breite sei absendebereit.“ Zudem: „Ich bemerke Ihnen noch, daß die Walzen von diesem Durchmesser, wovon ich eine ziemliche Partie kürzlich nach Frankreich geschickt habe, den wesentlichen Vorzug haben, daß man dünnsten Draht glatt und gerade gerichtet daraus herzieht, wovon Sie sich überzeugen werden.“
Damit wurden um 1840 in Hohenlimburg die schmalen Weberietschienen das Pionierprodukt der echten Kaltwalzerei. Hohenlimburg konnte sich später zu Recht „Wiege der Kaltwalzindustrie“ nennen. Im Jahr 1871 werden auf den 48 in Hohenlimburg vorhandenen Weberietscheiben 3000 Zentner Rietschienen erzeugt. Bis 1900 wurde die Rietherstellung einzig und allein in Hohenlimburg betrieben. 1921 waren von den etwa 70 Kaltwalzereien in Deutschland allein in Hohenlimburg 24 Werke zu finden. Im Jahr 1961 kamen 60 Prozent der über 900.000 Tonnen Jahreserzeugung von Kaltband in Deutschland aus Hohenlimburg. Heute gibt es im Raum Hagen noch 12 Kaltwalzwerke, unter ihnen die beiden großen Weltfirmen „Bilstein Gruppe“ und C. D. Wälzholz.
Verheiratet war Johann Peter Hüsecken mit Louise geb. Boecker (* 11. März 1781 in Limburg a. d. Lenne; † 30. März 1868 ebenda). Ihre beiden denkmalgeschützten Grabdenkmale befinden sich auf dem Evangelisch-Reformierten Boeckwaag-Friedhof in Hohenlimburg.
Inhaber der Firma J. P. Hüsecken & Co., Eisen- und Stahldraht, Bandeisen (gegr. 1810) im Nimmer- und Nahmertal, war nach dem Tod des Vaters, Friedrich Wilhelm Hüsecken (1806–1852). Nach ihm Wilhelm Hüsecken (1837–1904), der auch Stadtverordneter war, und anschließend Otto Hüsecken mit 80 Mitarbeitern.
Mitte des 19. Jahrhunderts bezog die Draht- und Rietefabrik J. P. Hüsecken 250 Zentner Steinkohle und 1000 Zentner weitere Rohstoffe. Versendet wurden an Fabrikaten 950 Waren. Von 1900 bis 1980 war die Firma mit vier Anschlussgleisen der Hohenlimburger Kleinbahn im Rollwagenbetrieb mit dem Übergabebahnhof in Hohenlimburg verbunden. Zwischen 1939 und 1945 war das Kaltwalzwerk J. P. Hüsecken eines der Unternehmen in Hohenlimburg die ausländische Arbeitskräfte und Zwangsarbeiter beschäftigte.
Letzter Gesellschafter und Geschäftsführer aus der Linie der Gründerfamilie Hüsecken war Bernd Hüsecken, bis er 2013 Insolvenz anmelden musste. Seine Firma konnte durch Übernahme gerettet werden und besteht seitdem in Nachfolge als Huesecken Wire GmbH in Hohenlimburg an den Standorten Nimmertal 120 und Obernahmerstraße 74 und ist ein Unternehmen der schwedischen Hörle Wire Group.